# Toerpotens
En toerpotens er en potensopløftning af tallet 2. 
De første totalspotenser er: 1 (=20), 2 (=21), 4 (=2²), 8, 16, 32, 64, 128, 256, 512, 1024, 2048, 4096, 8192, 16384, 32768, 65536, ...
| Matematik | Spire Denne artikel om matematik er en spire som bør udbygges. Du er velkommen til at hjælpe Wikipedia ved at udvide den. |